# 시코르스키 CH-53E 슈퍼 스탤리온

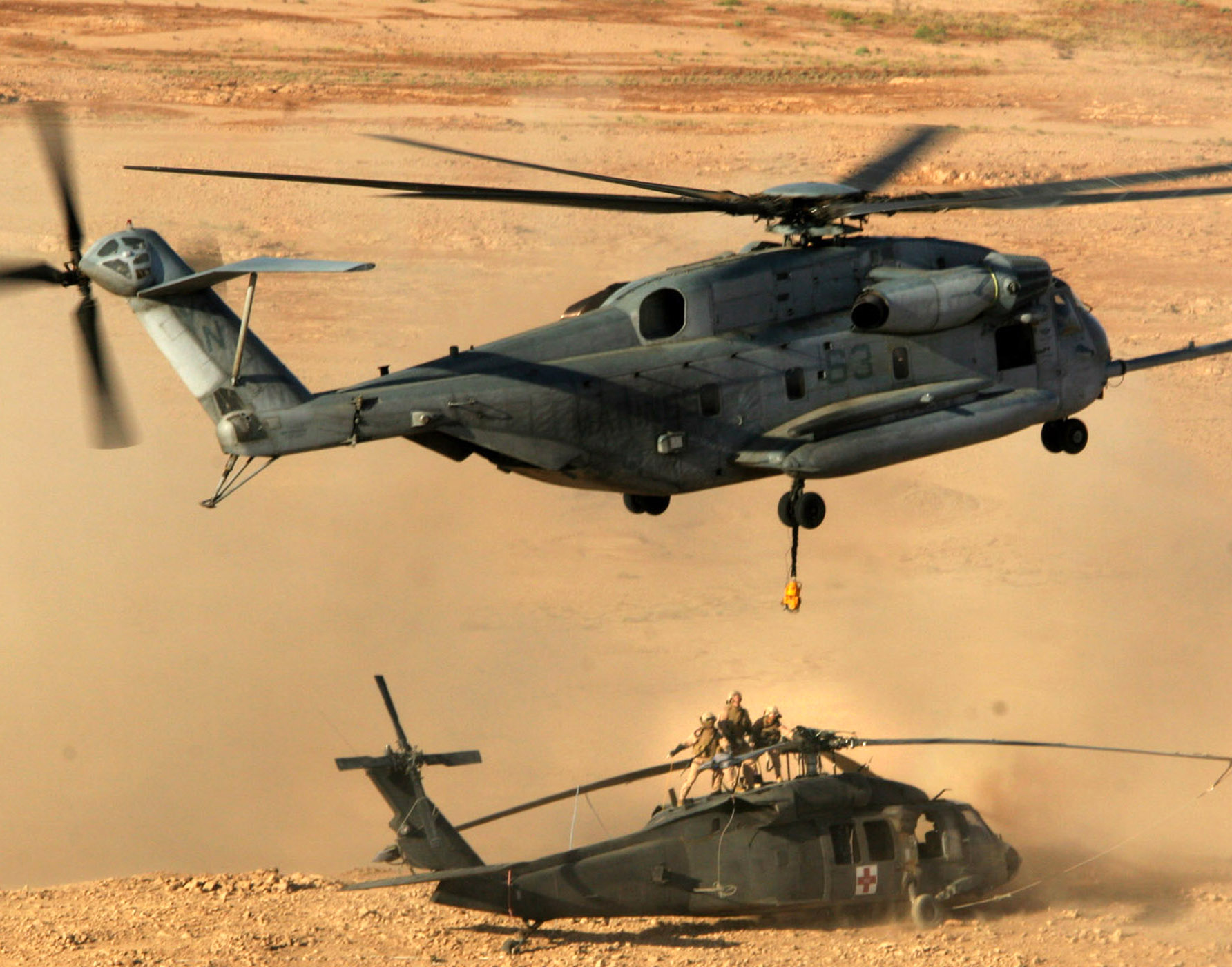
이라크에서, 미국 해병들이 고장난 UH-60 블랙호크를 CH-53E 슈퍼스탤리온에 걸고 있다

CH-53E 슈퍼스탤리온(Sikorsky CH-53E Super Stallion)은 미군이 보유한 가장 크고 가장 무거운 헬리콥터이다.

## 설명
최대이륙중량 33톤으로서, F-15 전투기의 무게에 필적한다. 아파치(10톤)나 블랙호크(10톤)의 3배 무게이다. 14.5톤의 외부화물을 옮길 수 있어서, 고장난 블랙호크를 거뜬히 들어올린다. 블랙호크는 최대이륙중량이 10톤이지, 최소중량은 5톤 밖에 안 된다. AH-64 아파치가 2천마력 엔진 2개를 사용하나, 슈퍼스탤리온은 4천마력엔진 3개를 사용한다.
헬기 로터의 바람이 엄청나기 때문에 해군 병사들은 "Hurricane Maker"라고 부른다. 미국 해병대를 위해 시코르스키 항공에서 제작했다.
미국 해군은 MH-53E Sea Dragon을 장거리 기뢰 수색 또는 공중 기뢰 대책(AMCM: Airborne Mine Countermeasures) 임무와 중량화물 수송에 사용한다.
CH-53E/MH-53E는 시코르스키사의 S-80 헬리콥터를 말한다.
현재 3개의 7,500 마력 (5,590 kW) 터보샤프트 엔진을 사용하며, 새로운 합금 로터 블레이드와 보다 더 넓어진 화물칸을 갖는 CH-53K가 개발중이다.

## 대중 문화
CH-53E는 영화 트랜스포머: 패자의 역습에서 디셉티콘 그라인더의 모티브다.
]]의 변신형이다.

## 대한민국
미국 해군 MH-53E 시드래곤 2대가 2008년 11월부터 주한미군에 배치되어 운용중이다. 이들은 유사시 북한 잠수함 등이 우리 주요 항만에 부설한 기뢰를 제거하는 임무를 수행하게 된다.

## 사용국가
일본
 미국

## 제원 (CH-53E)
일반 특성

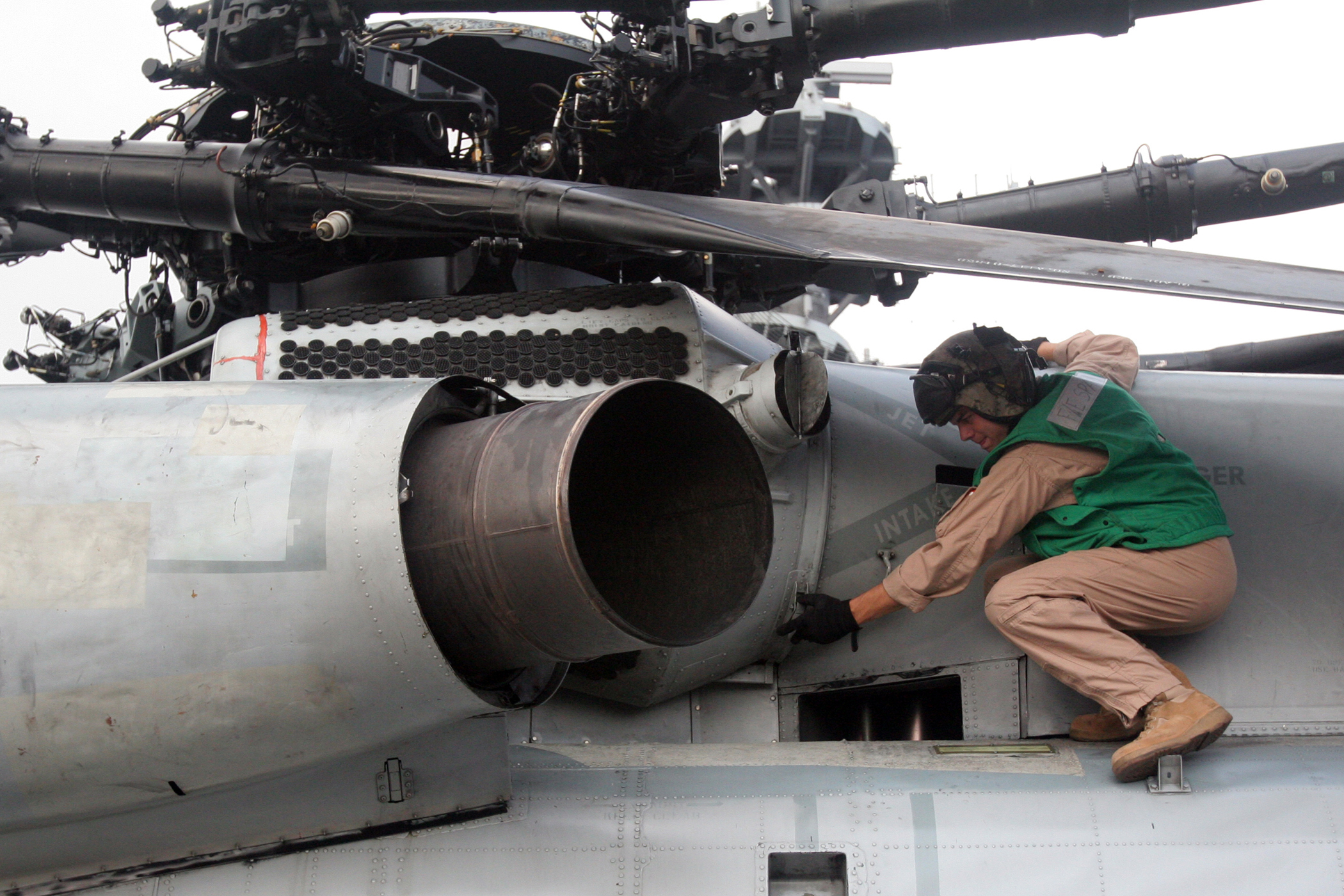
The CH-53E rotor and exhaust assembly in detail

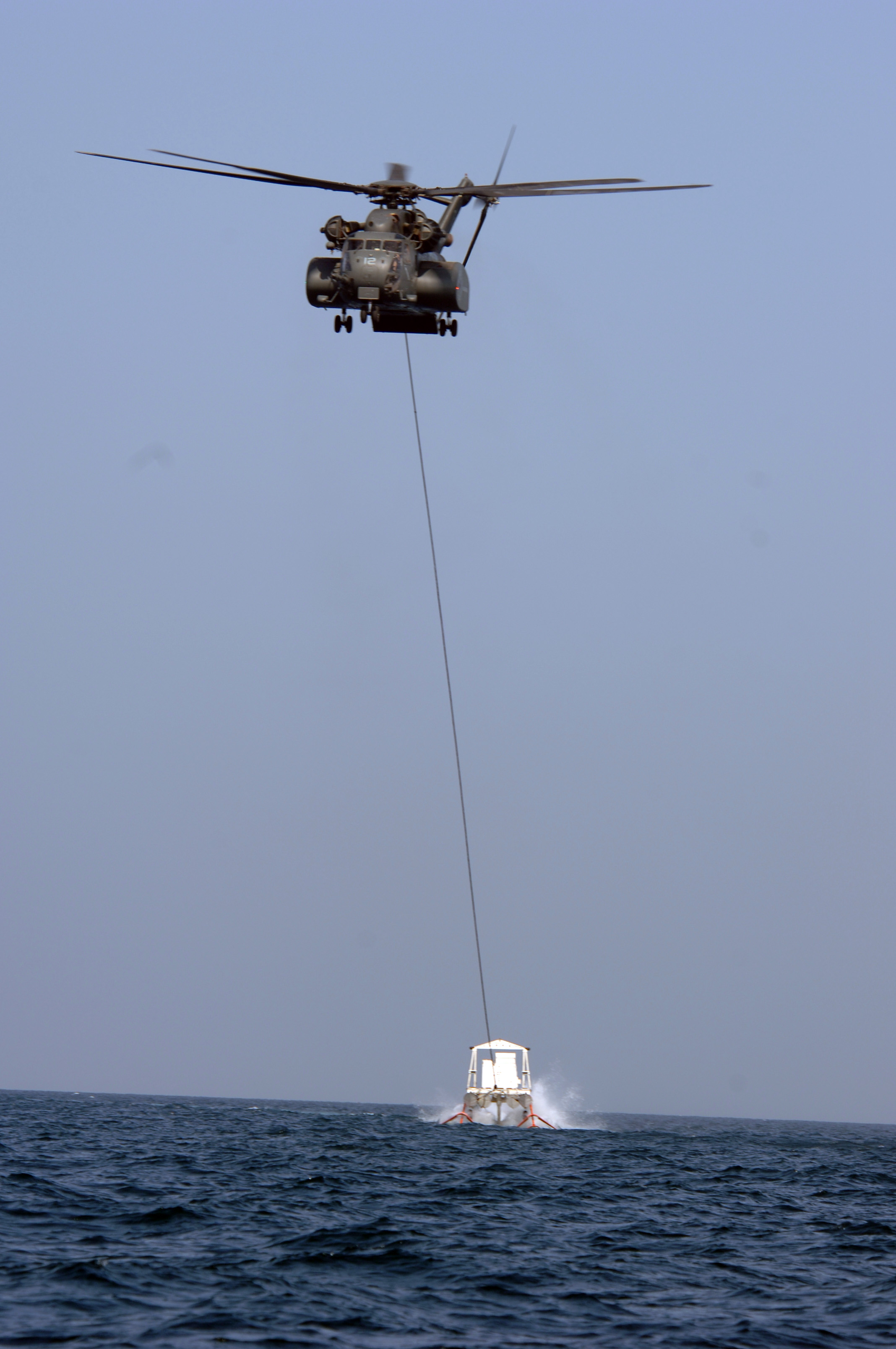
MK105 기뢰 제거기를 견인중인 MH-53E 헬기

- 승무원: 5명; 조종사 2명, 좌측, 우측, 후미 기관포 1명씩
- 용량: 보병 37명 (좌석 장착시 보병 55명)
- 화물탑재량: 내부: 13,600 kg (외부 14,500 kg)
- 길이: 99 ft 1/2 in (30.2 m)
- 로터직경: 79 ft (24 m)
- 높이: 27 ft 9 in (8.46 m)
- 원판면적: 4,900 ft² (460 m²)
- 공허중량: 33,226 lb (15,071 kg)
- 최대이륙중량: 73,500 lb (33,300 kg)
- 엔진: 3× 제너럴 일렉트릭 T64-GE-416/416A 터보샤프트, 4,380 shp (3,270 kW) 각각
- 로터: 7엽 메인로터, 4엽 테일로터

성능
- 최대속도: 170 노트 (196 mph, 315 km/h)
- 순항속도: 150 노트 (173 mph, 278 km/h)
- 항속거리: 540 해리 (621 마일, 1,000 km)
- 최대항속거리: 990 해리 (1,139 마일, 1,833 km)
- 상승한도: 18,500 ft (5,640 m)
- 상승률: 2,500 ft/min (13 m/s)

무장
- 기관포:
  - 2× .50 BMG (12.7 x 99 mm) 좌우측 XM218 기관총
  - 1× .50 BMG (12.7 x 99 mm) 후미 GAU-21 (M3M 기관총)
- 기타: 채프, 플래어 발사기

## 같이 보기
- CH-53 시스탤리온
- MH-53 페이브로우
- CH-47 치누크
- Mil Mi-26